# Mountain (Dakota du Nord)
Pour les articles homonymes, voir Mountain.
La ville de Mountain est située dans le comté de Pembina, dans l’État du Dakota du Nord, aux États-Unis. Lors du recensement de 2010, sa population s’élevait à 92 habitants.

## Histoire
Mountain a été fondée en 1884.

## Démographie
| Groupe            | Mountain | Dakota du Nord | États-Unis |
| ----------------- | -------- | -------------- | ---------- |
| Blancs            | 97,8     | 90,0           | 72,4       |
| Amérindiens       | 1,1      | 5,4            | 0,9        |
| Autres            | 1,1      | 4,1            | 26.7       |
| Total             | 100      | 100            | 100        |
|                   |          |                |            |
| Latino-Américains | 1,1      | 2,0            | 16,7       |

Selon l'American Community Survey, pour la période 2011-2015, 82,28 % de la population âgée de plus de 5 ans déclare parler l'anglais à la maison, 10,13 % déclare parler l'islandais et 7,59 % l'allemand.
| 1940 | 1950 | 1960 | 1970 | 1980 | 1990 |
| ---- | ---- | ---- | ---- | ---- | ---- |
| 205  | 219  | 218  | 146  | 156  | 134  |

| 2000 | 2010 | - | - | - | - |
| ---- | ---- | - | - | - | - |
| 133  | 92   | - | - | - | - |

## Source
- (en) Cet article est partiellement ou en totalité issu de l’article de Wikipédia en anglais intitulé « Mountain, North Dakota » (voir la liste des auteurs).